# Спарток I
Спарток I (дав.-гр. Σπαρτοκος) (невідомо — 433 до н. е.) — правитель Боспорського царства в 438/437-433/432 рр. до н. е. Засновник династії Спартокідів.
Згадується Діодором Сицилійським: "при архонті в Афінах Теодорі … в Азії, що царювали над Кімерійським Боспором, так звані Археанактиди, правили 42 роки. Владу прийняв Спарток і правив 7 років ".

## Правління
Щодо приходу до влади і походження Спартока прямі відомості античних авторів відсутні, у зв'язку з чим існують різні наукові гіпотези.
Влада Спартока була тиранічною. Швидше за все, він займав якийсь високий пост при попередній династії Археанактідів, був одним з найближчих вельмож правителя або командував найманими військами. Останнє піддавалося певним сумнівам, але зараз ясно, що фінансові можливості держави дозволяли оплатити найм солдатів.
Щодо походження Спартока висловлювалися думки про його походження з грецького аристократичного роду, скіфського середовища, меотів, сіндів або фракійців. В даний час, остання версія може вважатися загальновизнана. Як основний аргумент використовується те, що ім'я «Спарток» є фракійським за походженням, а у Фракії відомий царевич з таким ім'ям. Крім того, цілий ряд традицій поховань Спартокідів вказує на фракійський вплив. Останнім часом, знову були висловлені деякі аргументи на користь грецького походження династії, проте поки що ця гіпотеза не стала популярною.